# Futbol'nyj Klub Amkar Perm' 2015-2016
Questa voce raccoglie le informazioni riguardanti l'Amkar Perm nelle competizioni ufficiali della stagione 2015-2016.

## Rosa
| N. |                        | Ruolo | Calciatore          |
| -- | ---------------------- | ----- | ------------------- |
| 1  | Russia (bandiera)      | P     | Roman Gerus         |
| 3  | Bulgaria (bandiera)    | D     | Petăr Zanev         |
| 4  | Russia (bandiera)      | D     | Nikolay Zajtsev     |
| 5  | Polonia (bandiera)     | C     | Janusz Gol          |
| 7  | Bulgaria (bandiera)    | C     | Georgi Peev         |
| 8  | Nigeria (bandiera)     | C     | Fegor Ogude         |
| 9  | Russia (bandiera)      | A     | Aleksandr Prudnikov |
| 10 | Nigeria (bandiera)     | A     | Bright Dike         |
| 11 | Norvegia (bandiera)    | C     | Chuma Anene         |
| 13 | Russia (bandiera)      | C     | Roland Gigolaev     |
| 14 | Russia (bandiera)      | D     | Giorgi Jikia        |
| 15 | Russia (bandiera)      | P     | Dmitri Khomich      |
| 16 | Bielorussia (bandiera) | C     | Sjarhej Balanovič   |

| N. |                    | Ruolo | Calciatore         |
| -- | ------------------ | ----- | ------------------ |
| 17 | Russia (bandiera)  | C     | David Dzakhov      |
| 18 | Russia (bandiera)  | A     | Aleksey Kurzenev   |
| 19 | Russia (bandiera)  | D     | Brian Idowu        |
| 20 | Russia (bandiera)  | C     | Pavel Komolov      |
| 21 | Russia (bandiera)  | D     | Dmitrij Belorukov  |
| 22 | Russia (bandiera)  | C     | Alikhan Shavaev    |
| 23 | Russia (bandiera)  | D     | Ivan Čerenčikov    |
| 33 | Serbia (bandiera)  | C     | Branko Jovičić     |
| 43 | Nigeria (bandiera) | C     | Izunna Uzochukwu   |
| 57 | Russia (bandiera)  | P     | Aleksandr Selichov |
| 77 | Russia (bandiera)  | A     | Aleksandr Salugin  |
| 91 | Ucraina (bandiera) | D     | Bohdan Butko       |
| 99 | Ucraina (bandiera) | C     | Oleg Mishchenko    |

## Risultati

### Campionato
| Perm' 20 luglio 2015 1ª giornata | Amkar Perm' | 0 – 1 referto | Krasnodar | Stadio Zvezda |

| Kazan' 26 luglio 2015 2ª giornata | Rubin | 0 – 2 referto | Amkar Perm' | Stadio Centrale di Kazan' |

| Perm' 1 agosto 2015 3ª giornata | Amkar Perm' | 1 – 0 referto | Kryl'ja Sovetov Samara | Stadio Zvezda |

| Chimki 9 agosto 2015 4ª giornata | CSKA Mosca | 2 – 0 referto | Amkar Perm' | Arena Chimki |

| Perm' 14 agosto 2015 5ª giornata | Amkar Perm' | 1 – 1 referto | Anži | Stadio Zvezda |

| Perm' 22 agosto 2015 6ª giornata | Amkar Perm' | 1 – 3 referto | Spartak Mosca | Stadio Zvezda |

| Rostov sul Don 28 agosto 2015 7ª giornata | Rostov | 1 – 0 referto | Amkar Perm' | Stadio Olimp-2 |

| Perm' 12 settembre 2015 8ª giornata | Amkar Perm' | 1 – 1 referto | Kuban' | Stadio Zvezda |

| San Pietroburgo 20 settembre 2015 9ª giornata | Zenit San Pietroburgo | 1 – 1 referto | Amkar Perm' | Stadio Petrovskij |

| Perm' 28 settembre 2015 10ª giornata | Amkar Perm' | 2 – 1 referto | Mordovija | Stadio Zvezda |

| Mosca 4 ottobre 2015 11ª giornata | Lokomotiv Mosca | 3 – 0 referto | Amkar Perm' | Stadio Lokomotiv |

| Perm' 17 ottobre 2015 12ª giornata | Amkar Perm' | 1 – 1 referto | Dinamo Mosca | Stadio Zvezda |

| Ekaterinburg 24 ottobre 2015 13ª giornata | Ural | 3 – 1 referto | Amkar Perm' | SKB-Bank Arena |

| Perm' 2 novembre 2015 14ª giornata | Amkar Perm' | 1 – 0 referto | Terek Groznyj | Stadio Zvezda |

| Ufa 7 novembre 2015 15ª giornata | Ufa | 2 – 1 referto | Amkar Perm' | Neftyanik Stadium |

| Perm' 21 novembre 2015 16ª giornata | Amkar Perm' | 1 – 2 referto | Rubin | Stadio Zvezda |

| Samara 28 novembre 2015 17ª giornata | Kryl'ja Sovetov Samara | 0 – 0 referto | Amkar Perm' | Stadio Metallurg (Samara) |

| Perm' 3 dicembre 2015 18ª giornata | Amkar Perm' | 2 – 0 referto | CSKA Mosca | Stadio Zvezda |

| Kaspijsk 7 marzo 2016 19ª giornata | Anži | 0 – 1 referto | Amkar Perm' | Anži-Arena |

| Mosca 12 marzo 2016 20ª giornata | Spartak Mosca | 2 – 1 referto | Amkar Perm' | Otkrytie Arena |

| Perm' 18 marzo 2016 21ª giornata | Amkar Perm' | 0 – 0 referto | Rostov | Stadio Zvezda |

| Krasnodar 2 aprile 2016 22ª giornata | Kuban' | 1 – 1 referto | Amkar Perm' | Stadio Kuban' |

| Perm' 9 aprile 2016 23ª giornata | Amkar Perm' | 0 – 2 referto | Zenit San Pietroburgo | Stadio Zvezda |

| Saransk 15 aprile 2016 24ª giornata | Mordovija | 1 – 1 referto | Amkar Perm' | Start Stadion |

| Perm' 24 aprile 2016 25ª giornata | Amkar Perm' | 0 – 1 referto | Lokomotiv Mosca | Stadio Zvezda |

| Chimki 29 aprile 2016 26ª giornata | Dinamo Mosca | 0 – 0 referto | Amkar Perm' | Arena Chimki |

| Perm' 8 maggio 2016 27ª giornata | Amkar Perm' | 1 – 1 referto | Ural | Stadio Zvezda |

| Groznyj 12 maggio 2016 28ª giornata | Terek Groznyj | 2 – 0 referto | Amkar Perm' | Achmat-Arena |

| Perm' 16 maggio 2016 29ª giornata | Amkar Perm' | 1 – 0 referto | Ufa | Stadio Zvezda |

| Krasnodar 21 maggio 2016 30ª giornata | Krasnodar | 1 – 0 referto | Amkar Perm' | Stadio Kuban' |

### Coppa di Russia
| Nal'čik 24 settembre 2015 Sedicesimi di finale | Spartak-Nal'čik | 0 – 2 referto | Amkar Perm' | Respublikanskij stadion Spartak |

| Mosca 29 ottobre 2015 Ottavi di finale | Lokomotiv Mosca | 0 – 1 referto | Amkar Perm' | RZD Arena |

| Perm' 2 marzo 2016 Quarti di finale | Amkar Perm' | 3 – 1 referto | Dinamo Mosca | Stadio Zvezda |

| Perm' 20 aprile 2016 Semifinali              | Amkar Perm'          | 1 – 1 (d.t.s.) referto | Zenit San Pietroburgo | Stadio Zvezda |
| \| \| \| \| \| \| Tiri di rigore 3 – 4 \| \| |                      |                        |                       |               |
|                                              |                      |                        |                       |               |
|                                              | Tiri di rigore 3 – 4 |                        |                       |               |